# Ставицька Леся Олексіївна
Ле́ся Олексі́ївна Стави́цька (* 24 листопада 1962, Київ — † 7 серпня 2010, Київ) — докторка філологічних наук (1996), професорка, укладачка словника нецензурної лексики та її відповідників «Українська мова без табу». Дослідниця у царині стилістики, теорії та історії української художньої мови, жаргонології, ґендерної лінгвістики, колоквіалістики, психолінгвістики.
Довгий час була завідувачкою відділу соціолінгвістики Інституту української мови НАН України (з часу його створення 1999 року й аж до своєї смерті 2010 року).

## Життєпис
Народилася 24 листопада 1962 року в Києві. Батько був літературознавцем, мати — педіаторкою.
Після закінчення середньої школи вступила до Київського педагогічного інституту імені О. Горького, який закінчила у 1983 році.

## Наукова кар'єра
У 1987 році захистила кандидатську дисертацію на тему «Семантика лексичних і синтаксичних одиниць у поезії М. П. Бажана», в 1996- — докторську дисертацію на тему «Естетика слова в українській художній літературі 20 — 30-х рр. XX ст. (системно-функціональний аспект)».
У 2003 — 2009 рр. підготувала сім кандидатів філологічних наук, працювала за сумісництвом на професорській посаді на кафедрах української лінгвістики (Переяслав-Хмельницький педагогічний університет імені Григорія Сковороди, 2001 — 2005 рр.; Кам'янець-Подільський державний університет, 2005 — 2006 рр.).
Протягом 2003 — 2007 років була керівницею міського семінару з ґендерної лінгвістики, який діяв на базі відділу соціолінгвістики (в Інституті української мови НАН України).
Брала участь у закордонних стипендіальних програмах: 
- Kasa im. Józefa Mianowskiego, Варшава, Польща, 2008 р.;
- The Eugene and Daymel Shklar fellowship in Ukrainian studies, Гарвардський науковий інститут, США, Кембридж, 2006 р.

Ушанована стипендією Президента України 1997 — 1999 рр.

## Праці
Авторка понад 100 наукових статей, двох монографій: «Естетика слова в українській поезії 10 — 30-х рр. XX ст.» та «Арґо, жарґон, сленґ: Соціяльна диференціяція української мови»). «Жанри і стилі в історії української літературної мови» (1989, у співавторстві).
Словники: 
- «Короткий російсько-український словник контрастивної лексики» (у співавторстві),
- «Короткий словник жаргонної лексики української мови»,
- Український жарґон. Словник [Архівовано 29 листопада 2016 у Wayback Machine.]
- «Українська мова без табу. Словник нецензурної лексики та її відповідників» (Київ: Критика, 2008).

За результатами читацько-експертного опитування, праці Ставицької «Короткий словник жаргонної лексики української мови» та «Арґо, жарґон, сленґ: Соціяльна диференціяція української мови» названі серед книжок незалежного 15-річчя як такі, що вплинули на український світ. При цьому, хоча словникові праці Ставицької мали відгомін у суспільстві, медіях, вони залишились повз уваги наукових кіл, як вказує авторка, через контраверсивність тематики обсценності. 

## Дослідження обсценної лексики
Про завдання лінгвіста:
|  | Я вважаю, що лінгвіст має вивчати мову не такою, якою вона начебто мусить бути, а такою, якою та є насправді. |

Про реакцію на видання:
|  | — Як реагували Ваші колеги на укладені словники? Чи не закидали не академічність і недоцільність роботи? – В кулуарах лають. Але за українською звичкою мені особисто ніколи нічого не кажуть. Я кажу: напишіть рецензію, публічно виступіть, я вступлю у діалог. Зеник Терлак, доцент Львівського університету, виступив зі схвальною рецензією в “Сучасності” №1 за цей рік. Але негативних не було. Позаочі лають. Але мені цікаві негативні рецензії. — Як реагували сучасні українські письменники, зокрема ті, праці яких Ви використали у словнику? — Реагували дуже позитивно. Для мене важлива думка Оксани Забужко. Вона перша зауважила, що словник не викликав реакції в наукових колах, а тільки в мас-медіа. |